# هانس بیر
هانس بیر (انگلیسی: Hans Beyer; ۲۳ اوت ۱۸۸۹ – ۱۵ مهٔ ۱۹۶۵) ژیمناست هنری اهل نروژ بود.